# Premis Godoy 2003
Els Premis Godoy 2003, a imitació dels Razzies, pretenen premiar a les pitjors aportacions cinematogràfiques de l'any 2003. Els nominats van ser seleccionats i votats pels 278 membres integrants de l'Acadèmia Godoy enguany. Les nominacions es van publicar el 10 de desembre de 2003 i els guanyadors van ser anunciats el 28 de gener de 2004.

## Nominacions

### Pitjor Pel·lícula
- Atraco a las 3... y media (guanyador)
- The Mix
- Mucha Sangre
- Karate a muerte en Torremolinos
- Hotel Danubio

### Pitjor Director
- Pedro Lazaga jr. per The Mix (guanyador)
- Atraco a las 3... y media
- Karate a muerte en Torremolinos
- Mucha Sangre
- Hotel Danubio

### Pitjor Actriu
- Carmen Morales per Hotel Danubio (guanyadora)
- Elsa Pataky per Beyond Re-Animator
- Diana Nogueira per The Mix

### Pitjor Actor
- Leonardo Sbaraglia per Carmen (guanyador)
- Santiago Ramos per Hotel Danubio
- Santiago Segura per El oro de Moscú

### Pitjor Actriu de Repartiment
- Anne Igartiburu per El lápiz del carpintero (ganadora)
- Elsa Pataky per Atraco a las 3 y media
- Eva Santolaria per Días de fútbol
- Natalia Verbeke per Días de fútbol
- Berta Ojea per Mortadel·lo i Filemó

### Pitjor Actor de Repartiment
- Josema Yuste per Atraco a las 3 y media (guanyador)
- Carlos Larrañaga per Atraco a las 3 y media
- Pepón Nieto per Los novios búlgaros
- Santiago Segura per Beyond Re-animator

### Pitjor Guió
- Mercedes Holguera per The Mix (guanyador)
- Karate a muerte en Torremolinos
- Los novios búlgaros

### Pitjor Direcció Artística
- Carlota Botas per Karate a muerte en Torremolinos (guanyador)
- Los novios búlgaros

### Pitjor Banda Sonora
- The Mix (guanyador)

### Pitjors Efectes Especials
- Karate a muerte en Torremolinos (guanyador)
- Mucha Sangre
- Trece badaladas

### Pitjor Vestuari
- Bubi Escobar per Karate a muerte en Torremolinos(guanyador)
- Mucha sangre
- The Mix

### Pitjor Perruqueria i Maquillatge
- Carol Salvador per Karate a muerte en Torremolinos(guanyador)

### Pitjor Pel·lícula Estrangera
- 2 Fast 2 Furious - Estats Units
- Bruce Almighty -  Estats Units
- Matrix Reloaded -  Estats Units (guanyador)
- Solaris -  Estats Units
- Taxi: A tota velocitat -  França

### Pitjor Aportació Internacional de l'any
- Brigitte Bardot -  França
- Kris Kristofferson -  Estats Units
- Gina Lollobrigida -  Itàlia
- Mike Myers (guanyador) -  Canadà
- Mark Wahlberg -  Estats Units

### Millor Guió de l'any
- Cesc Gay per A la ciutat
- Marc Recha per Les mans buides
- Isabel Coixet per My Life Without Me (guanyador)
- Icíar Bollaín i Alicia Luna per Te doy mis ojos
- Pablo Berger per Torremolinos 73